# Edward Angle
Pour les articles homonymes, voir Angle (homonymie).
Edward Hartley Angle, né le 1er juin 1855 et mort le 11 août 1930, est un dentiste américain, largement considéré comme "le père de l'orthodontie américaine". Il suit une formation de dentiste, mais fait de l'orthodontie sa spécialité et consacre sa vie à normaliser l'enseignement et la pratique de l'orthodontie. Il a fondé l'Angle School of Orthodontia en 1899 à Saint-Louis et des écoles dans d'autres régions des États-Unis.

## Enfance et formation
Il naît de Philip Casebeer Angle et Isabel Erskine Angle à Herricks (New York). Il était le cinquième de leurs sept enfants. Durant son enfance, il fait preuve d'un talent précoce pour travailler avec des outils et des machines, notamment un râteau à foin. Il fréquente l'école secondaire à Canton . Avant de rejoindre l'école dentaire, il travaille pour un dentiste local de 1874 à 1876. Il étudie au Pennsylvania College of Dental Surgery et devient dentiste en 1878 Il commence ensuite à travailler dans la ville de Towanda  peu après l'obtention de son diplôme. En 1881, il développe un problème respiratoire chronique qui l'oblige à déménager au Minnesota pendant quelques mois. Dès que sa santé s'est améliorée, il est revenu en Pennsylvanie pour finalement s'installer dans le Montana pour ouvrir une entreprise d'élevage de moutons avec son frère aîné Mahlon. En 1882, il déménage à Minneapolis après que l'hiver 1882 ait tué les moutons de son ranch. Il épouse Florence A Canning en mars 1887 et a eu une fille nommée Florence Elizabeth Angle. En 1904, Angle est le président de la section orthodontique du quatrième Congrès dentaire international à St Louis.
Il se marie avec Anna Hopkins à St. Louis en 1908 après avoir divorcé de sa première femme. Avant d'épouser le Dr Angle, Anna avait obtenu son diplôme de DDS à l'Université d'Iowa College of Dentistry en 1902. Il s'est installé à Larchmont , avec Anna en 1908, où il a donné un cours de 6 semaines dans son école. Il s'installe ensuite à New London , en 1911, dans une maison de style néo-Tudor, située au 58 Bellevue Place, qui lui est vendue par un grand architecte de New London, Dudley St. Clair Donnelly, où il continue à enseigner, mais pour des raisons de santé, il est contraint de partir pour Pasadena . Il finit par ouvrir son école dans sa nouvelle maison de style néo-Tudor, conçue par le même architecte que le 58 Bellevue Place, à Pasadena en 1917.

## Début de carrière
En 1886, il accepte un poste de professeur d'anatomie comparée et d'orthodontie à la University of Minnesota School of Dentistry. Il conserve en même temps son cabinet privé de dentiste à Minneapolis. Angle s'intéressait à l'origine à la prosthodontie, et il enseigne dans ce département dans les écoles dentaires de Pennsylvanie et du Minnesota dans les années 1880. En 1887, il publie un article de 14 pages dans un manuel de Loomis Haskell, qui a fini par être connu comme sa "première" édition des sept éditions qu'il publiees de son célèbre livre. Il est ensuite élu président de la Minneapolis City Dental Society en 1888, après quoi il publie sa deuxième édition du manuel en 1890. Il démissionne de son poste de professeur à l'université du Minnesota et limite officiellement sa pratique à l'orthodontie. En 1892, il publie la troisième édition de son manuel intitulé "The angle system of regulation and retention of teeth". La quatrième édition, The angle system of regulation and retention of teeth and treatment of fractures of maxillae, est publiée en 1895. Il s'est ensuite installé à Saint-Louis, dans le Missouri, avec sa famille et son assistante, Anna Hopkins, qu'il engagee en 1892. Il obtient son diplôme de médecine au Marion Sims College en 1897.
De 1892 à 1898, il est professeur d'orthodontie à la Northwestern University Dental School, de 1886 à 1899, il est professeur d'orthodontie au Marion Sims College of Medicine et de 1897 à 1899 au Washington University Medical Department. Il publie la sixième édition de son manuel en 1900.

## Orthodontie
En novembre 1899, il donne un cours postuniversitaire sur l'orthodontie dans son cabinet de Saint-Louis où ses étudiants le pressent de créer une école pour enseigner l'orthodontie. En 1900, il fonde l'Angle School of Orthodontia à Saint-Louis, Missouri où il a formellement établi l'orthodontie comme une spécialité. Avec Angle, la spécialité de l'orthodontie reçoit un nouvel élan. Il invente le terme "malocclusion dentaire" pour désigner les anomalies de position des dents et classifie les différentes anomalies des dents et des mâchoires, invente des appareils dentaires pour leur traitement et conçoit également plusieurs techniques chirurgicales. Angle a normalisé les appareils dans une série de livres et de brochures, dont un texte dont il est l'auteur, Treatment of Malocclusion of the Teeth and Fractures of the Maxillae : Angle's System.
Son intérêt croissant pour l'occlusion dentaire et pour le traitement nécessaire à l'obtention d'une occlusion normale l'a conduit directement à développer l'orthodontie en tant que spécialité, lui-même étant considéré comme le " père de l'orthodontie moderne ". Le développement de la classification de la malocclusion d'Angle dans les années 1890 est une étape importante dans le développement de l'orthodontie, car elle a non seulement subdivisé les principaux types de malocclusion, mais a également inclus la notion d'orthodontie.
de malocclusion mais a également inclus la première définition claire et simple de l'occlusion normale en dentition naturelle.
Angle était préoccupé par l'esthétique de l'orthodontie ainsi que par sa fonctionnalité et a donc collaboré avec l'artiste et éducateur artistique Edmund H. Wuerpel pour appliquer l'esthétique à son domaine. L'artiste et le dentiste ont collaboré pendant de nombreuses années et Wuerpel a fréquemment donné des conférences à la demande d'Angle, à St. Louis ainsi qu'à Pasadena.
The Angle Orthodontist, fondé en 1930, est la publication officielle de la Edward H. Angle Society of Orthodontists, société créée en 1922, et est publié tous les deux mois en janvier, mars, mai, juillet, septembre et novembre par The EH Angle Education and Research Foundation Inc. En 1901, il a également fondé la Society of Orthodontists qui deviendra plus tard l'American Society of Orthodontists.
Edward Angle a 46 brevets à son nom.

## Appareils

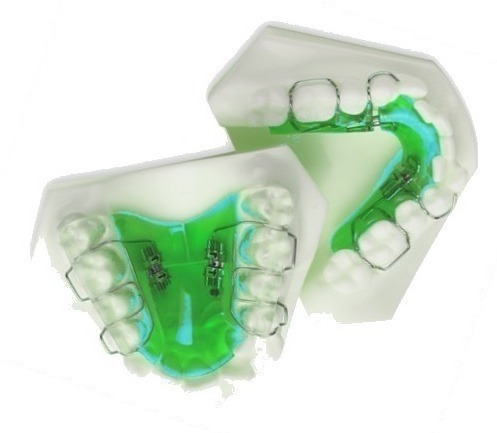
Upper and Lower Jaw Functional Expanders

- E (expansion) Arch Appliance (1907) - Il en existait deux types : Basic et Ribbed. Cet appareil ne permettait qu'un mouvement de bascule et offrait un mauvais contrôle de la position des dents individuelles.
- Appareil à broches et tubes " (1910) - Constitué de bandes en or et en platine, il était fixé à toutes les dents. Ces bagues étaient munies de tubes verticaux qui étaient soudés et dans lesquels on faisait passer une broche pour obtenir un mouvement de la dent. Le parallélisme et la rotation des racines étaient difficiles à obtenir avec cet appareil. De plus, les broches devaient être repositionnées à chaque rendez-vous par le biais du processus de ressoudage.
- Appareil à arc en ruban (1915) - Cet appareil est créé après l'appareil à broches et à tubes. Ce dispositif consistait en un support vertical soudé à une bande. Il permettait de réaliser une rotation. Le Dr Raymond Begg a finalement utilisé cet appareil pour créer sa technique du fil léger.
- Appareil "Edgewise" (1925) - Il s'agissait de brackets identiques pour toutes les dents et il permettait le mouvement des dents dans les 3 plans de l'espace en ajoutant des courbes au fil rectangulaire de l'arc, l'un de ses inconvénients. Le fil était maintenu dans la fente par une ligature métallique. Dans cet appareil, la fente est passée de verticale à horizontale. Par conséquent, le support était large mésio-distalement et sa fente mesurait 0,022 x 0,028 pouce. Ces brackets étaient initialement appelés "open face" ou "tie brackets".
  - L'équerre de bord est modifiée par la suite en équerre à largeur unique, équerre siamoise, équerre Lewis, équerre Steiner, équerre Broussard[7].

## Décès
Angle est décédé en 1930 à Santa Monica à l'âge de 75 ans d'une insuffisance cardiaque. Il est enterré au cimetière de Mountain View à Altadena, en Californie.